# نحت تكعيبي

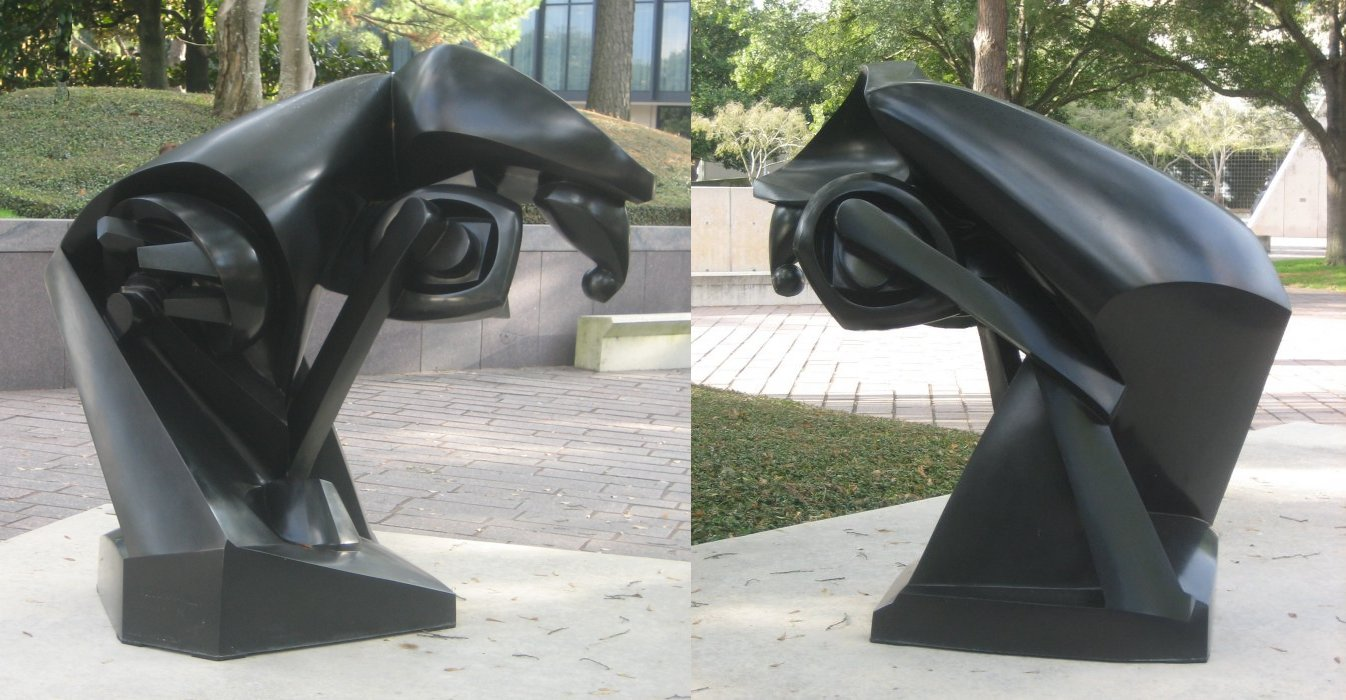

تطور النحت التكعيبي بالتوازي مع الرسم التكعيبي بداية في باريس نحو عام 1909 بمرحلته التكعيبية الأولية، وتطور خلال أوائل عشرينيات القرن العشرين. تمامًا مثل الرسم التكعيبي، فإن النحت التكعيبي متجذر في اختزال بول سيزان للأشياء المرسومة إلى مستويات مركبة ومواد هندسية صلبة ومكعبات وكرات واسطوانات ومخاريط. كان لعرض أجزاء وجوانب من الأشياء التي يمكن تفسيرها بصريًا بطرق مختلفة، تأثير على «الكشف عن بنية» الشيء. النحت التكعيبي هو في الأساس عرض ديناميكي للأشياء ثلاثية الأبعاد بلغة الهندسة اللاإقليدية عن طريق وجهات نظر الحجم أو الكتلة من حيث الأسطح الكروية والمسطحة والزائدية. 

## لمحة تاريخية
في التحليل التاريخي لمعظم الحركات الحديثة مثل التكعيبية، كان هناك اتجاه يشير إلى أن النحت يعقب الرسم. توجد كتابات حول النحاتين الفرديين داخل الحركة التكعيبية بشكل شائع، بينما تستند الكتابات حول النحت التكعيبي إلى الرسم، ولا يقدم النحت أكثر من دور داعم.
كتبت بينيلوبي كيرتس «من الأفضل لنا، النظر إلى ما هو نحت ضمن التكعيبية. الرسم التكعيبي هو ترجمة شبه منحوتة للعالم الخارجي، والنحت المرتبط به يترجم الرسم التكعيبي إلى شبه واقع». تُعد محاولات الفصل بين الرسم والنحت حتى عام 1910 صعبة للغاية. كتب كورتيس: «إذا استخدم الرسامون النحت لأهدافهم الخاصة، فقد استغل النحاتون الحرية الجديدة أيضًا»، ويجب النظر إلى ما أخذه النحاتون من خطاب الرسم ولماذا. على المدى الطويل، يمكننا قراءة مثل هذه التطورات باعتبارها بداية لعملية يتوسع فيها النحت، ويقتحم منطقة الرسم وغيرها بعد ذلك، ليصبح أكثر بروزًا بشكل مطرد في هذا القرن».
يطلب الرسامون بشكل متزايد وسائل نحتية لحل المشكلات في لوحاتهم. كان القصد من منحوتات براك الورقية في عام 1911، على سبيل المثال، توضيح وإثراء لغته التصويرية. «يعني هذا» وفقًا لكيرتس أننا نميل إلى رؤية المنحوتات من خلال الرسم، وحتى إلى رؤية الرسامين على أنهم متصيدون للنحت. يحصل هذا إلى حد كبير لأننا قرأنا غوغان وديغا وماتيس وبيكاسو كرسامين عنما نظرنا إلى منحوتاتهم، ولكن أيضًا لأن منحوتاتهم غالبًا ما تستحق التحدث عنها كلوحات بالقدر نفسه كمنحوتات».
تهدف اللوحة إلى التقاط الأبعاد الثلاثة الملموسة للعالم المكشوف لشبكية العين، ولفت الانتباه إلى نفسها على أنها كائن ثنائي الأبعاد، بحيث تُعتبر صورة وكائنًا في نفس الوقت. هذا هو الحال بالنسبة لبيكاسو في منحوتة رأس المرأة (رأس فرناندي)، 1909- 1910، والتي تُعتبر في كثير من الأحيان أول منحوتة تكعيبية. مع ذلك، كتب كيرتس، أن رأس امرأة «كشفت بشكل أساسي كيف كانت التكعيبية أكثر إثارة للاهتمام في الرسم منها في النحت، إذ أظهرت من خلال بعدين إمكانية تمثيل الأبعاد الثلاثة.» كانت منحوتة رأس امرأة لبيكاسو أقل ميلًا إلى المغامرة من لوحاته في عام 1909 والسنوات اللاحقة.
وفقًا لمؤرخ الفن دوغلاس كوبر، «كان أول نحت تكعيبي حقيقي هو رأس امرأة لبيكاسو الذي كان مثيرًا للإعجاب، والذي صُمم بين 1909- 1910، وهو نظير ثلاثي الأبعاد للعديد من الرؤوس التحليلية والأوجه المماثلة في لوحاته ذلك الوقت». بعد تحرره من العلاقة المباشرة بين إحداثيات ثابتة في الفضاء التُقطت في لحظة واحدة في الوقت الذي يفترضه منظور نقطة التلاشي الكلاسيكي، أصبح النحات التكعيبي تمامًا مثل الرسام، حرًا في استكشاف مفاهيم التزامن، إذ يمكن تصوير عدة وضعيات في الفضاء يجري تُلتقط على فترات زمنية متتالية ضمن حدود عمل فني واحد ثلاثي الأبعاد.